# 殺し屋&嘘つき娘
『殺し屋&嘘つき娘』（ころしやアンドうそつきむすめ）は、1997年に松竹系劇場で公開された、日本のアクション映画である。小沢仁志主演。小沢仁志監督第1回作品。1997年ゆうばり国際冒険・ファンタスティック映画祭出品作品。

## 概要
- 奥山和由のプロジェクトであるシネマ・ジャパネスクのラインナップの第5作として作られた。前作『SCORE』と同じく低予算およびフィリピン・ロケで撮っている。

## ストーリー
一匹狼の殺し屋（小沢仁志）が、マフィアから追われる中国人の娘（ビビアン・スー）のボディーガードを引き受ける。襲い来る敵や謎の日本人タクシー運転手サル（山下真広）を巻き込み、決死の逃避行が繰り広げられる。

## キャスト
- 殺し屋ジョーカー：小沢仁志
- サル：山下真広
- 麗華：ビビアン・スー
- マフィアのボス スネーク：ジョボイ・ゴメス
- モーテルの店主：中田圭

## スタッフ
- 製作・監督・脚本：小沢仁志
- プロデュース：小森邦昭 (DIGEX) 、大西洋志
- 原案：柏原寛司、室賀厚
- 撮影：高橋俊光
- 照明：上妻敏厚
- 監督補：武正晴
- 助監督：大嶽寿豊、関根淳、内野寛
- 編集：鵜飼邦彦、小沢仁志
- 音楽：トルステン・ラッシュ
- 音楽プロデュース：小野寺重之、高石真美
- 音響効果：柴崎憲治
- 衣装：小里幸子
- 整音：室克己
- リーレコ：利沢彰
- 企画協力：古沢敏文
- 協力プロデューサー：本間文子（スカイコーポレーション）
- 宣伝：植竹敏孝
- タイミング：小椋俊一
- オプチカル：金子鉄男
- ネガ編集：三陽編集室
- メインタイトル：津田輝王
- タイトル：島田プロダクション
- 録音スタジオ：アオイスタジオ、サウンドボックス
- 現像：IMAGICA、PIA、MPL（フィリピン）
- 協力：報映産業、日本映機、稲川素子事務所、龍保険事務所
- 製作協力：DIGEX、LA TRINIDAD Production
- 製作：松竹第一興行、衛星劇場
- 配給：松竹、松竹富士

## サウンドトラックCD
- SHOOT, MY DARLIN' ORIGINAL MOTION PICTURE SOUNDTRACK（1997年8月28日、ウイングソングス、WGCA-1）

## ソフトリリース
- VHS 1998年発売 ※未DVD化

海外版 DVD
- 愛上殺手 Shoot My Darlin'